# Grammaria abietina
Grammaria abietina is een hydroïdpoliep uit de familie Lafoeidae. De poliep komt uit het geslacht Grammaria. Grammaria abietina werd in 1851 voor het eerst wetenschappelijk beschreven door Sars. 